# Tharra vesculata
Tharra vesculata är en insektsart som beskrevs av Nielson 1975. Tharra vesculata ingår i släktet Tharra och familjen dvärgstritar. Inga underarter finns listade i Catalogue of Life.